# تسميم ألكساندر ليتفينينكو

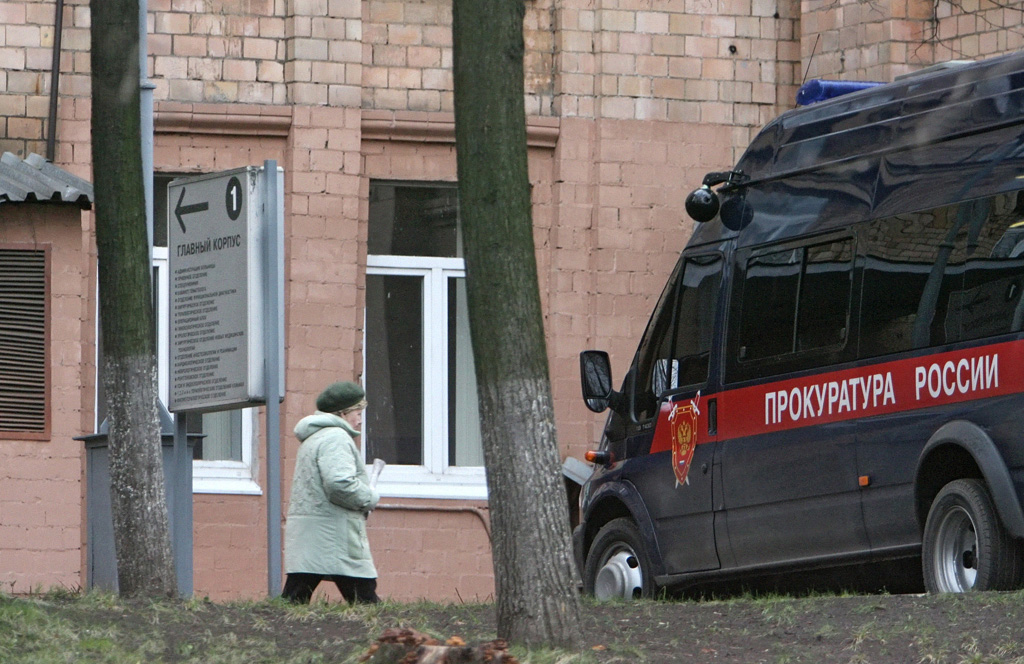

تسميم ألكساندر ليتفينينكو كان الاغتيال السياسي في نوفمبر 2006. سابقًا ليتفينينكو كان وكيل الأمن السوفيتي لجنة أمن الدولة وثم عميل جهاز الأمن الاتحادي الروسي. هرب وسعى للحصول على لجوء سياسي في بريطانيا. اغتياله معروف كالاغتيال الأول بالبولونيوم-210. اللوم الإتهامي الذي ألقى به على بوتين عندما على فراش الموت هو جعله شهيرًا.
التحقيق البريطاني في اغتيال ليتفينينكو أدى إلى التوتر الدبلوماسي بين روس وإنجليز. خلال المحاكمة في عامين 2014 و2015 سكوتلاند يارد خلص إلى أن ليس الاغتيال ممكنًا بلا تدخل روسي. شاهد واحد ادّعى أن قد شهد كيف دميتري كوفتون تحدث عن الاغتيال «فيكون قدوة للخائن». أندريه لوغوفوي ضابط سابق إف إس أو هو المشتبه بالاغتيال وفي روسيا لا يزام حرًا.

## داؤه ووفاته
في يوم أول نوفمبر عام 2006 ليتفينينكو مرض فجأة بعد أن اجتمع مع كوفتون ولوغوفوي وقد كانا ضابطين سابقين في كي جي بي. تعشيا مع ماريو سكاراميلا في مطعم السوشي «إتسو» في طريق بيكاديللي. سكاراميلا قال لليتفينينكو أن عنده معلومات عن اغتيال آنا بوليتكوفسكايا. سكاراميلا اعطى ليتفينينكو الوثيقات بشأن اغتيالها. في عشرين يوم نوفمبر سكاراميلا اختفى بلا أثر خوفًا على حياته. بعد اجتماعهم ليتفينينكو ألم وعانى من الإسهال والتقيؤ. خلال أسابيع، حالته صحية ازدادت سوءا باستمرار إذ أن الأطباء بحثوا عن سبب وراء الداء. في البداية كان معتقدا أن  الثليوم كان السبب ولكن ستشفى الكلية الجامعية أرسل العينات دمه وبوله لمؤسسة الأسلحة الذرية فحللتها بالتحليل الطيفي باستخدام أشعة جاما. بعد موته وكالة حماية الصحة أعلن أن كان بولونيوم-210 سمًا